# Američki rat za neovisnost
Američki rat za neovisnost (1775. – 1783.) borba je za osamostaljenje trinaest britanskih kolonija u Sjevernoj Americi: New Hampshire, Massachusetts, Rhode Island, Connecticut, New York, New Jersey, Pennsylvania, Delaware, Maryland, Virginia, North (Sjeverna), South (Južna) Carolina i Georgia. Zbog kolonijalističke politike Velike Britanije prema njima ove su kolonije oružanim sukobom kod Lexingtona (18. travnja 1775.) počele rat protiv britanske vladavine u Sjevernoj Americi (Povijest Sjedinjenih Američkih Država). Tijekom rata, one su 4. srpnja 1776. donijele glasovitu Deklaraciju nezavisnosti i proglasile svoju samostalnost od britanske krune.

## Početak i sudionici
Rat je počeo 18. travnja 1775. oružanim sukobom kod Lexingtona. Na početku rata Amerikanci nisu imali profesionalnu vojsku ni flotu. Svaka se kolonija branila zajedno s lokalnom policijom. Amerika dobiva jedinstvenu vojsku u svibnju 1775. pod vodstvom Georgea Washingtona. Na pobunjeničkoj strani sudjelovalo je 250 000 vojnika kao regularna vojska ili lokalna policija.
Afroamerikanci, kao slobodni ljudi ili kao robovi, služili su na obje strane. U studenom 1775. Lord Dunman je oslobodio sve robove koji bi se borili na britanskoj strani što je naravno privuklo veliki broj crnaca na stranu Britanaca. 1779. 10 000 crnaca dezertiralo je iz američke vojske i prešlo u britanske redove.
Većina američkih Indijanaca istočno od rijeke Mississippi bilo je zahvaćeno ratom. Većina njih nisu znali na koji način ući u rat. 13 000 ih se uključilo u sukob na britanskoj strani.

## Sjever
Prije rata Boston je bio jako središte revolucije; poznata Bostonska čajanka u kojoj je u more bačen veći dio britanskog čaja koji je bio poslan iz Engleske. Britanski zapovjednik u Bostonu zapovijedao je s 4000 vojnika, ali teritorij je bio pod utjecajem pobunjenika. Nakon bitke kod Lexingtona još 4500 britanskih vojnika uključilo se u rat. Stigli su pod zapovjedništvom generala Williama Howea. Odmah nakon dolaska sukobili su se s pobunjenicima. Englezi su dobili tu bitku ali njihovi su gubitci bili toliki da nisu mogli više nastaviti s potjerom.
U svibnju 1775. George Washington je zauzeo utvrdu Ticonderoga. Odatle je imao dobar pogled na Boston i Howe nije bio u najboljoj situaciji, te je zapovijedio evakuciju grada 17. ožujka 1776. Nakon toga Washington je krenuo s većinom svoje vojske prema New Yorku.

## Kanada
Za vrijeme bitaka u Bostonu, Kongres (vrhovno tijelo pobunjene Amerike) je pozvao Francuze u Kanadi da im se pridruže kao četrnaesta kolonija. Međutim, kada se to nije dogodilo, Kongres je zapovijedio invaziju na Kanadu. Cilj je bio maknuti Britance iz dvije kanadske pokrajne - Québeca i Ontarija.
Dana 16. rujna 1775. brigadni general Richard Montgomery krenuo je iz utvrde Ticonderoga na Montreal koji je pao 13. studenoga iste godine. General Guy Carleton, guverner Kanade pobjegao je u grad Québec.
Druga vojska koja je krenula prema Québecu na čelu s generalom Benedictom Arnoldom okružila je Québec. Nakon nekog vremena pridružio im se Montgomery sa svojom pobjedničkom vojskom. Napali su Québec 31. prosinca ali su pobijeđeni od strane Britanaca. Ostatak Amerikanaca je tamo ostao do proljeća 1776. kada su se povukli.
Sljedeći pokušaj osvajanja Québeca pao je kod Trois-Rivièresa 8. svibnja 1776. Britanci su onda krenuli u napad i pobijedili Arnolda u bitci kod otoka Valcour. Arnold se bio prisiljen povući do utvrde Ticonderoga odakle je i krenuo.
Napad na Kanadu je katstrofalno završio za Amerikance, ali je Arnold odgodio britanski protunapad do bitke kod Saratoge.

## New York i New Jersey
Nakon povlačenja svojih snaga iz Bostona general Howe se fokusirao na osvajanje New Yorka. Da bi obranio grad, general Washington postavio je 20 000 vojnika od Manhattana sve do Long Islanda.
Dok su se Britanci iskrcavali kod Staten Islanda Washington je čitao deklaraciju o neovisnosti svojim ljudima. Dana 27. kolovoza 1776. Britanci su potjerali Amerikance natrag do Brooklyna. Howe je tamo postavio kamp i započeo opsadu Manhattna gdje je general Washington povukao svoje ljude.
Dana 15. rujna Howe je iskrcao 12 000 ljudi na Manhattan i brzo zauzeo cijeli grad. Amerikanci su se morali povući do Harlema gdje su napadnuti, ali su napad nakratko odbili. Howe je u listopadu okružio Washingtonovu vojsku i Amerikanci su se ponovno morali povući. Bitka kod White Plainsa je održana 28. listopada 1776. i opet je epilog bilo povlačenje američkih trupa. Howe se vratio na Manhattan i zarobio 2000 američkih vojnika.
General Lord Cornwallis tjerao je Washingtonovu vojsku kroz New Jersey sve dok se Amerikanci nisu u prosincu povukli preko rijeke Delaware u Pennsylvaniji. Ta zima je, ukupno gledajući, bila dobra za Britance, no Howe je propustio priliku uništiti pobunjeničku vojsku. No, zarobio je ili ubio skoro 5000 americkih vojnika i bio je spreman za nastavak operacija u proljeće.
Američka vojska na tom području izgubila je 5000 vojnika i Washington nije bio u povoljnom položaju. Kongres je u očaju napustio Philadelphiju što je razočaralo neke Amerikance, ali otpor britanskoj vlasti odlučno je rastao. Stoga se Washington odlučio na napad. Prešao je rijeku Delaware na Badnju noć i zarobio više od 1000 Hessana u bitci kod Trentona 26. prosinca 1776.
Cornwallis je krenuo vratiti izgubljeni Trenton, ali ga je s puta skrenuo Washington koji je uspješno napao Britance kod Pricentona 3. siječnja 1776. Policija New Jerseyja nastavila je pobjeđivati Britance na tom području.

## Saratoga i Philadelphia
Kada su Britanci počeli planirati operacije za 1777. imali su dvije vojske: Carletonovu vojsku u Kanadi i Howeovu vojsku u New Yorku. U Londonu Lord George Germain otkazao je većinu operacija zbog nesporazuma, jadnog planiranja, i rivalstva među zapovjednicima. Ipak, Howe je uspješno zauzeo Philadelphiju, dok je vojska na sjeveru bila poražena u bitci kod Saratoge.

### Bitka kod Saratoge
Prva akcija u 1777. bila je ona vođena generalom John Burgoyneom u Kanadi. Cilj je bio zaposjesti teritorij oko Jezera Champlain i rijeke Hudson tako da New England izoliraju od ostalih američkih kolonija. Burgoynova akcija imala je dvije sastavnice. Prvo bi on vodio 10 000 ljudi preko jezera Champlain do grada Albany u New Yorku, a druga bi vojska od 2000 ljudi vođena Barriem St. Legerom išla rijekom Mohawk i ponovno je spojila s Burgoynom u Albaniju.
Burgoyne je krenuo u lipnju, a već u ranom srpnju zauzeo je utvrdu Ticonderoga. Njegov pohod bio je usporen Amerikancima koji su rušili stabla i mostove, te tako sprječavali prodor Britanaca.
Britanska potpora Burgoynovoj vojsci vođena s Barriem St. Legerom je strahovito poražena od strane Amerikanaca dovodeći Burgoynu samo 1000 vojnika. Znači, St. Barry, odnosno pola njegove indijanske vojske vođene Josephom Brantom, opkolila je utvrdu Stanwix. Američka vojska i njihovi indijanski saveznici išli su zaustaviti opsadu Stanwixa, međutim, upali su u zasjedu u bitci kod Oriskanija 6. kolovoza. Tada je došla druga ekspedicija vodena Benedictom Arnoldom i St. Leger se morao povući u Kanadu.
Burgoynova vojska sada smanjena na 6000 ljudi odlučuje se na napad na Albany; to je odluka koja je stvorila mnoge kontroverze. Američka vojska od 8000 ljudi vođena generalom Horatijom Gatesom bila je utvrđena 16 kilometara od Saratoge u državi New York. Burgoyne je mislio nadmudriti Amerikance, ali su ga Amerikanci shvatili u prvoj bitci kod Saratoge u rujnu. Burgoynova situacija bila je očajna. Nadao se da će general Howe doći sa svojom vojskom, no od toga nije bilo ništa. On je sa svojom vojskom osvajao Philadelphiju.
Lokalna policija se pridružila Horatiju Gatesu i on je početkom listopada imao više od 11 000 vojnika. Nakon gadnog poraza u drugoj bitci kod Saratoge, Burgoyne se predao 17. listopada.
Saratoga je često prozivana kao prekretnica rata. Revolucionarna smjelost i odlučnost patila je zbog Howeovog uspješnog osvajanja Philadelphije. No, još važnije je da je ova pobjeda ohrabrila Francuze da uđu u rat protiv Velike Britanije. Sad je rat za Britance postao puno teži nego su mislili na početku.

### Bitka kod Philadelphije
Kada je general William Howe osvojio New York usredotočio se na zauzimanje Philadelphije, mjesta gdje se nalazila pobunjenička vlada. General Howe se kretao sporo tako da je tek u kasni kolovoz iskrcao svojih 15 000 vojnika na krajnji sjever Chesapeak Baya.
George Washington je postavio svojih 11 000 ljudi između Howea i Philadelphije, ali ih je ubrzo maknuo zbog bitke kod Brandywina 11. rujna 1777. I opet Kongresu nije preostalo ništa drugo nego napustiti Philadelphiju. Howe je napokon nadmudrio Washingtona i ušao u nezaštićenu Philadelphiju. Washington je opet neuspješno napao Howea, međutim, ovaj je napad odbio bez ikakvih velikih posljedica za oba dvije strane.
Nakon odbijanja britanskog napada kod White Marsha, Washington se u prosincu 1777. utvrdio u Valley Forgeu otprilike 32 kilometra od Philadelphije. Tamo su ostali cijelu zimu i proljeće. 2500 (od 10 000) Washingtonovih ljudi poumiralo je od raznih bolesti. Na proljeće Amerikanci su se povukli iz Valley Forgea u dobrom smjeru zahvaljujući Barunu von Steubenu koji je preuzeo najnovije metode taktike od Prusa. 
General Clinton zamijenio je Generala Howea na mjestu zapovjednika vojske, stoga je bilo očigledno da će se neke promjene dogoditi. Stanje se pogoršalo ulaskom Francuza u rat i General Clinton se odlučuje na povlačenje svojih trupa iz Philadelphije i šalje ih u New York. No, Washington je napao Clintona na njegovom povlačenju iz Philadelphije u bitci kod Monmoutha 28. srpnja 1778.
Clinton se vratio u New York u srpnju baš prije dolaska francuske flote pod zapovjednikom d'Estaingom. Washington se vratio kod White Plainsa (sjeverni dio grada). Situacija je bila slična kao i prije dvije godine, samo se sada priroda rata promijenila.

## Rat izvan granica SAD
1778. godine, pobuna u Sjevernoj Americi prerasla je u međunarodni rat. Nakon što su Amerikanci pobijedili u bitci kod Saratoge, u rat su se i uključili Francuzi. Potpisali Treaty of Alliance (Dogovor o savezništvu) 6. veljače 1778.
Španjolska se uključila u rat kao saveznik Francuske u srpnju 1779. Za razliku od Francuske Španjolska nije priznala nezavisnost SAD-a zato što su se bojali da će to ohrabriti takve koji vode antikolonijalističku politiku.
1780. i Nizozemska se uključila u rat. Sve tri države davale su materijalnu podršku Americi od početka rata nadajući se da će britanska moć oslabiti porazom u ratu.

### Proširenje na pomorski rat
Kada je rat započeo, Britanci su imali puno moćniju flotu od Amerikanaca. Kraljevska flota imala je 100 brodova koji su bili u stanju se boriti i, iako je ta flota većinom bila u zastarjelom stanju, bila je moćnija od američke. Tijekom prve tri godine Kraljevska flota je služila za prenošenje vojske za kopnene operacije i za zaštitu trgovačkih brodova.
Amerikanci zapravo nisu ni imali pravu flotu i oslanjali su se na brodove pojedince koji bi služili za povremeno uznemiravanje britanske flote. Kongres je u listopadu 1775. naredio stvaranje male flote koje bi služile za napadanje trgovačkih brodova izbjegavajući sukobe s kraljevskom flotom. John Paul Jones je postao prvi američki pomorski heroj osvojivši brod HMS Drake 24. travnja 1778. To je bila prva američka vojna pobjeda u britanskim vodama.
Francuski ulazak u ovaj rat osporio je britansku nadmoć nad Amerikancima. Francusko-američko savezništvo je jadno počelo. Neuspjeh američkih operacija na Rhode Islandu, Savani i Georgiji bilo je uzrokovano drugačijim ciljevima Amerikanaca i Francuza. Francuzi su htjeli prvo osigurati područje West Indies i tek onda krenuti u potporu američkoj samostalnosti. Američki ciljevi bili su jasni od početka rata. Dok je francuska finacijska pomoć Americi bila od kritične važnosti, francuska vojna pomoć nije se iskazivala sve do dolaska velike vojske u srpnju 1780. vođene s comte de Rochambeauom.
Španjolci su ušli u rat s ciljem osvajanja Gibraltara i otoka Minorke koje su izgubili od Britanaca 1704. godine. Opsada Gibraltara trajala je tri godine. Britanske čete koje su bile u Gibraltaru osnažene su pobjedom Sir Georgea Rodneyja u bitci nazvana "Moonlight Battle". Dalji francusko-španjolski napadi bili su neuspješni i opsada Gibraltara se rasplinula. Francuzi i Španjolci su osvojili Minorku koju su Španjolci zadržali i nakon rata.

### Indija i Nizozemska
Francusko-britanski rat polako je prešao i na Indiju u obliku drugog Anglo-Misorskog rata.
Dvije sukobljene strane bili su Tipu Sultan, zapovjednik Kraljevstva Mysoria i veliki francuski prijatelj, protiv britanske vlade provincije Madras. Anglo-Misorski je bio krvav, ali neuvjerljiv sukob  koji je završio neodlučeno 1784.
Godine 1780. Britanija je krenula protiv Nizozemske s ciljem da je napravi neutralnom državom. Velika Britanija nije dopuštala da Nizozemci daju otvorenu pomoć Amerikancima, te je sukladno tome proglasila rat Nizozemskoj. Taj četvrti Anglo-nizozemski sukob trajao je tijekom 1784. godine i bio je poguban za nizozemsku ekonomiju.

## Događanja na jugu
Tijekom prve tri godine rata skoro sva događanja rata događala su se na sjeveru zemlje tek ulaskom Francuske u rat. Velika Britanija se okrenula južnim kolonijama. Nadali su se da će kontrolu preuzeti novačenjem lojalista. Ta "južna" taktika takoder držala je kraljevsku flotu bliže Karibima gdje su Britanci morali braniti svoje kolonije od Španjolaca i Francuza.
29. prosinca 1778. ekspedicijske trupe su iz Clintonove vojske osvojili su Savanu i Georgiju. Francusko-američki pokušaj vraćanja Savane nije uspio. Clinton je zatim opkolio Charleston osvojivši ga 12. svibnja 1780. S malo žrtava Clinton je osvojio najveći grad i luku na jugu, praveći put za ono što se već izvjesno može nazvati osvajanjem juga.
Ostatci američke vojske na jugu počinju se povlačiti prema Sjevernoj Karolini i bivaju tjerani od strane britanske vojske koju je u ovom djelu predvodio Pukovnik Banastre Tarleton. Tarleton ih je pobijedio kod Waxhawsa 29. svibnja 1780. Nakon tih događaja rad američke lokalne policije na jugu se raspao. Cornwallis je preuzeo sve britanske operacije na tom području, dok je Horatio Gates pokušao upravljati razbijenom američkom vojskom. 16. kolovoza 1780. Gates je pretrpio jedan od najgorih poraza u američkoj vojnoj povijesti u bitci kod Camdena postavljajući put za Cornwallisa koji se kretao prema Sj. Karolini.
No, Cornwallisove pobjede nisu potrajale dugo; jedno krilo njegove vojske je potpuno poraženo u bitci nazvanoj Battle of King Mountains 7. listopada 1780. King Mountains je značajan zbog toga što se tamo nisu borili Britanci i američki kolonijalisti, nego je to bila bitka između lojalista (Amerikanaca vjernim Britancima) i patriota (Amerikanaca koji su podržavali nezavisnost SAD-a). Nakon toga Tarletonova vojska biva poražena u bitci nazvanoj Battle of Cowpens 17. siječnja 1781. od strane američkog generala Daniel Morgana.
General Nathaniel Greene, Gatesova zamjena, nastavio je savladavati Britance u ratu za neovisnost.  
Svaka od tih borbi bila je zapravo pobjeda Britanaca, ali nije im davao nikakvog napretka. Green je svoj pristup bitkama sažeo u motu: "We fight, beat, rise and fight again" (Pobjeđujemo, gubimo, ustajemo i borimo se ponovno). Kada je Cornwallis vidio da ne može savladati Greenovu vojsku krenuo je prema Virginiji.
U ožujku 1781. Washington je poslao generala Laffayetea da obrani Virginiju. Mladi se Francuz sukobio s Cornwallisom, izbjegavajući odlučujući sukob s Britancima. Laffayete je izbjegavao Cornwallisa i ovaj, uvidjevši da ga ne može uhvatiti, kreće prema Yorktownu s ciljem da se poveže s britanskom flotom.

## Događanja na sjeveru i zapadu
Zapadno od planina Appalachian i uzduž kanadske granice američki rat postao je indijanski rat. Mnoga indijanska plemena su se podijelila na obje strane, stoga su i ona zaratila. Plemena Cherokee i Shawne su se podijelila, dok su, pak, ostali otišli na sve strane.
Britanci su imali manjak regularne vojske nakon predaje generala Burgoyna kod Saratoge i teške muke s novačenjem Indijanaca. Britanci su podupirali njihove indijanske prijatelje svakakvim oružjima, te ih savjetovali na vojne prepade protiv civilnog stanovništva posebno u New Yorku, Kentuckyu i Pennsylvaniji.
Združenim napadima i masakrima Irokeza i lojalista u bitkama u Wyoming Valleyu i Cherry Valleyu isprovocirao je Washingtona da pošalje ekspediciju Sullivan u zapadni New York u ljeto 1779. Postrojbe Sullivana uništavali su zalihe hrane tjerajući tako Indijance u britanske baze u Kanadi.
U državi Ohio i Illinois George Rogers Clark pokušao je neutralizirati britansko djelovanje uzduž plemena Ohio zauzimanjem utvrda Kaskasia i Vicennes u ljeto 1778. Kada je general Henry Hamilton, britanski zapovjednik u Detroitu, zauzeo Vicennes, Clark se vratio iznenađujućim maršom (pohodom) u veljači 1779. i zarobio Hamiltona.
Amerikanci, doduše, nisu izvojevali konačnu pobjedu na zapadu, stoga su njihove nade bile uprte u istok.
Amerikanci su napravili pogrešku masakrom u Pennsylaniji, gdje su poubijali vise stotina civila zbog kojih su kasnije osuđivani i najviši predstojnici Kongresa. U kolovozu 1782., u zadnjim velikim bitkama na ovim prostorima, Amerikanci su sami sebi dopustili poraz. Dvjesto pripadnika Lokalne policije grada Kentuckyja poraženo je u bitci zvanoj Battle of Blue Licks.

## Yorktown i kraj rata
Početkom rujna, francuska mornarica je porazila britansku u bitci za Chesapeake sprječavajući dolazak britanskih namirnica Lordu Cornwallisu. Nakon te bitke Washington je shvatio da ima priliku poraziti Cornwllisa, te je žurno povukao svoje trupe iz New Yorka kako bi ih spojio s Francuzima.
Francusko-američka vojska imala je 17 000 ljudi koji su se odlučili na opsadu Yorktowna. Cornwallisov položaj je bio neodrživ i odlučuje se zajedno sa svojom vojskom predati Amerikancima 19. listoada 1781.
Predaja Britanca kod Yorktowna nije označavala kraj rata zato što su Britanci imali još 30 000
ljudi u Sjevernoj Americi i još uvijek imali okupiran New York, Charleston i Savanu. Obje strane su nastavile planirati nadolazeće operacije te nastavile se boriti na zapadu, jugu i moru.
U Londonu politička podrška ratu je porasla nakon Yorktowna zato što su Britanci željeli osvetu, te je predsjednik vlade morao dati ostavku. U travnju 1782. britanski parlament je odobrio kraj rata u Americi. Međutim, rat nije prestao sve do dogovora u Parizu koji je potpisan 3. rujna 1783.
Zadnje britanske trupe su napustile New York 25. studenog 1783. godine. Velika Britanija je pregovarala s Amerikancima bez svojih indijanskih saveznika i predala cijeli Britansko-indijanski teritorij SAD-u. Britanski Indijanci su se dogovarali s Amerikom u vezi s tim teritorijem, ali nisu uspjeli, pa je to postao Sjeverozapadni indijanski rat.

## Posljedice
Točan broj poginulih u Američkom ratu za neovisnost je nepoznat. Kao i većina ratova tog doba više je života izgubljeno zbog raznih bolesti nego u bitkama. Povjesničar Josheph Ellis smatra da je Washingtonova odluka da cijepi svoje trupe protiv raznih bolesti bila jedna od odlučujućih.
Otprilike 25 000 Amerikanaca je umrlo služeći vojsku, njih 8 000 je poginulo u bitkama dok je njih 
17 000 umrlo od bolesti, uključujući njih 8 000 koji su umrli u zarobljeništvu. Broj ranjenih i onesposobljenih Amerikanaca u ratu kreće se između 8 500 i 25 000. Znači u ovome ratu je ukupno stradalo otprilike 50 000 Amerikanaca.
171 000 britanskih mornara sudjelovalo je u Američkom ratu za neovisnost. Oko 25 do 50 posto njih je bilo prisiljeno ići u rat. Njih 1240 je poginulo u bitkama, 18 500 umrli od bolesti, posebice zbog nedostatka vitamina C. Baš zbog te prisile njih 42 000 je dezertiralo iz britanske vojske.
1200 njemačkih vojnika poginulo je u borbama, njih pak 6354 umrlo je od bolesti i raznih nesreća. Oko 16 000 Nijemaca vratilo se kući, a njih 5500 je ostalo u SAD-u kao američki građani. Nema pouzdanih podataka za lojaliste, Indijance, Španjolce, Francuze, civile, te britansko pješaštvo.

## Vanjske poveznice
- Chronology of the American Revolutionary War  Arhivirana inačica izvorne stranice od 28. rujna 2007. (Wayback Machine)
- Library of Congress Guide to the American Revolution
- Battlefield atlas of the American Revolution West Point Atlas
- American Revolutionary War History Resources
- Entry to US Army Center for Military History, a huge bibliography
- , political bibliography from Omohundro Institute of Early American History and Culture
- Spain's role in the American Revolution from the Atlantic to the Pacific Ocean
- African-American soldiers in the Revolution  Arhivirana inačica izvorne stranice od 7. kolovoza 2006. (Wayback Machine)
- American Revolution & Independence
- Liberty - The American Revolution  Arhivirana inačica izvorne stranice od 29. travnja 2008. (Wayback Machine) from PBS
- American Revolutionary War 1775-1783 in the News
- Haldimand Collection Haldimand Collection, 232 series fully indexed; extensive military correspondence of British generals
- Africans in America from PBS